# Еммануель Коне
Еммануе́ль Коне́ (фр. Emmanuel Koné, нар. 31 грудня 1986, Абонгуа) — івуарійський футболіст, атакувальний півзахисник французького клубу «Седан» та національної збірної Кот-д'Івуару.

## Клубна кар'єра
Народився 31 грудня 1986 року в Абонгуа. Вихованець футбольної школи клубу «АСЕК Мімозас». Дорослу футбольну кар'єру розпочав 2003 року в основній команді того ж клубу, в якій провів чотири сезони, взявши участь у 35 матчах чемпіонату. 
Своєю грою за цю команду привернув увагу представників тренерського штабу румунського «ЧФР Клуж», до складу якого приєднався 2007 року. Відіграв за команду з Клужа наступні два сезони своєї ігрової кар'єри.
Протягом 2009—2010 років захищав на умовах оренди кольори іншої румунської команди, «Інтернаціонала» (Куртя-де-Арджеш).
2010 року повернувся з оренди до «ЧФР Клуж». Цього разу провів у складі його команди ще два сезони. 
До складу друголігового французького клубу «Седан» приєднався 2012 року. Наразі встиг відіграти за команду з Седана 9 матчів в національному чемпіонаті.

## Виступи за збірну
2008 року дебютував в офіційних матчах у складі національної збірної Кот-д'Івуару. Наразі провів у формі головної команди країни 15 матчів.
Учасник футбольного турніру на Літніх Олімпійських іграх 2008 року.
У складі збірної також був учасником чемпіонату світу 2010 року в ПАР, Кубка африканських націй 2010 року в Анголі.